# Васенки (Кировская область)
 Васенки  — деревня в Афанасьевском районе Кировской области в составе Гординского сельского поселения.

## География
Расположена на расстоянии примерно 6 км на юго-восток по прямой от центра поселения села  Гордино.

## История
Известна с 1873 года как починок Мартыновской (или Васенки, Верх-Иордвы с деревнями Ларенки и Мишата), дворов 3 и жителей 27, в 1905 починок Васенский, 8 дворов и 71 житель, в 1926 деревня Васенская с 14 хозяйствами и 93 жителя, в 1950 18 и 70, в 1989 году проживало 118 человек. Настоящее название утвердилось с 1939 года.  

## Население
Постоянное население составляло 147 человек (русские 100%) в 2002 году, 129 в 2010.